# AB Bostadsforskning
AB Bostadsforskning var ett svenskt bolag med säte i Stockholm, grundat 1944 av Uddeholms AB och Skånska Cement.
Företaget var inriktat mot forskning på billigare och bättre bostäder, särskilt sådana som var lämpade som egnahem eller arbetarbostäder. Priskostnaderna försökte man främst åstadkomma genom att ersätta hantverksarbete på plats med mekaniserat arbete i form av prefabricerade element, särskilt i form av utveckling av modulsystemet.